# Konkurrensverket
Konkurrensverket (KKV) är en svensk statlig myndighet, inrättad 1992, som har till uppgift att arbeta för en effektiv konkurrens i privat och offentlig verksamhet till nytta för konsumenterna och för en effektiv offentlig upphandling till nytta för det allmänna och marknadens aktörer. 
Konkurrensverket övervakar att företagen följer konkurrenslagen och har tillsynen över lagen om offentlig upphandling.  Myndigheten ska även föreslå lagändringar i syfte att förbättra konkurrensen, sprida information om vilka regler som gäller och ge bidrag till forskning om konkurrens och upphandling.
Myndigheten ersatte Statens pris- och konkurrensverk och Näringsfrihetsombudsmannen och övertog upphandlingsfrågorna från Nämnden för offentlig upphandling den 1 september 2007.

## Konkurrensverkets författningssamling
Konkurrensverkets författningssamling innehåller författningar och allmänna råd.

## Generaldirektörer
- 1992–1999: Jörgen Holgersson
- 1999–2002: Ann-Christin Nykvist
- 2002: Jan-Erik Ljusberg (tillförordnad)
- 2003–2008: Claes Norgren
- 2008–2009: Jan-Erik Ljusberg (tillförordnad)
- 2009–2017: Dan Sjöblom
- 2017: Karin Lunning (tillförordnad)
- 2017–2024: Rikard Jermsten
- 2024–2025: Hanna Witt (vikarierande)
- 2025–: Marie Östman